# Altair 1
Altair 1 – amerykański człon rakiet nośnych. Stanowił zwykle ostatni człon rakiet. Używany od 1959 przez całą dekadę. Napędzany silnikiem rakietowym X-248 na paliwo stałe. Doczekał się ulepszenia w postaci silnika X-248A – modyfikację oznaczono Altair 1A.